# (20450) Marymohammed
(20450) Marymohammed est un astéroïde de la ceinture principale d'astéroïdes.

## Description
(20450) Marymohammed est un astéroïde de la ceinture principale d'astéroïdes. Il fut découvert le 13 mai 1999 à Socorro (Nouveau-Mexique) par le projet LINEAR. Il présente une orbite caractérisée par un demi-grand axe de 2,32 UA, une excentricité de 0,16 et une inclinaison de 5,5° par rapport à l'écliptique.

## Compléments